# Valdecy da Saúde
Valdecir Dias da Silva (Duque de Caxias, 5 de setembro de 1970), mais conhecido como Valdecy da Saúde, é um político brasileiro filiado ao Partido Liberal (PL). Está no segundo mandato como deputado estadual do Rio de Janeiro.
Eleito vereador no município de São João de Meriti em 2008 pelo PT, exerceu o cargo por três mandatos.
Em 2018, foi eleito deputado estadual pelo PHS com 23.307 votos. Em 2020, foi eleito vice-prefeito de São João de Meriti na chapa do então prefeito Dr. João (DEM), mas não tomou posse, preferindo seguir na ALERJ.
Em 2022, foi reeleito deputado estadual pelo PL.
Em 2023, o deputado se envolveu numa polêmica quando foi flagrado usando sirene em dois veículos oficiais da ALERJ, que não deram passagem para uma ambulância. Estes veículos também foram flagrados andando pela pista do VLT, ação que é considerada uma infração gravíssima segundo o CTB. 
Em fevereiro de 2024, votou a favor do fim do afastamento da deputada Lucinha, determinado pelo Tribunal de Justiça do estado por ela ser acusada de possuir ligações com milicianos.
Em setembro de 2024, na Operação Teatro Invisível, Valdecy foi apontado como um dos beneficiados de um esquema feito por um grupo criminoso, que contratava atores improvisados para propagar informações e notícias falsas sobre candidatos em campanhas eleitorais. Valdecy da Saúde ainda aparece num vídeo dizendo que dois dos presos fizeram dele "um dos mais votados do estado do Rio de Janeiro". A Polícia Federal ainda achou um arquivo do grupo com o nome "Valdecy campanha teatro"
Nas eleições 2024, Valdecy da Saúde (PL) se candidatou a uma vaga na prefeitura de São João de Meriti pela coligação "Meriti acima de tudo, Deus acima de todos". No pleito, Valdecy obteve 81.102 votos, sendo derrotado em primeiro turno. 